# Король Роман Сергійович
Король Роман Сергійович (15 червня 1987)  – майстер спорту України міжнародного класу з тріатлону, головний тренер збірної України з пара триатлону, засновник та керівник спортивного клубу CapitalTRI. Перший віцепрезидент Федерації триатлону України та президент Федерації триатлону м. Києва.

## Біографія
Народився 15 червня 1987 року. З 6-ти років займався плаванням в Києві у тренера Улітько Марії Олександрівни. В 13 років почав займатися триітлоном у тренера Торчинського Олега Ізяславовича. З 15 років представляв країну на міжнародних змаганнях різних категорій. З 2004 року тренувався у Едуарда Панаріна. Член збірної України з 2008 по 2012 року, майстер спорту міжнародного класу (багаторазовий чемпіон України в естафетній та командних гонках, переможець міжнародного кубку 2011 року, переможець та учасник міжнародних чемпіонатів, майстер спорту та чемпіон України з офіцерського триборства, майстер спорту та чемпіон України з поліатлону).
З 2012 року гайд та тренер паратріатлета з вадами зору Василя Закревського (5-ти разовий срібний призер чемпіонатів світу 2013-2017, чемпіон Європи 2015, заслужений майстер спорту України). З 2014 року тренер збірної України з паратріатлону. З 2016 року тренер Віти Олексюк (майстер спорту міжнародного класу, призер міжнародних кубків). З 2017 року тренує паратріатлета з вадами зору Анатолія Варфоломєєва (майстер спорту міжнародного класу, переможець кубку світу 2018 року).
В 2008 році завершив навчання в Національній академії внутрішніх справ, за спеціальністю слідчий, спеціалізація юрист. В 2009 році здобув ступінь магістра за спеціальністю психологія.
В 2011 році здобув другу вищу освіту за спеціальністю тренер з тріатлону. В 2018 році завершив тренерські курси з підвищення кваліфікації.
Здобув ступінь тренера вищої категорії. Також, завершив міжнародні курси тренера з тріатлону ITU (International Triathlon Union) в Кореї.
В 2013 році створив спортивний клуб CapitalTRI, який здійснює підготовку pro-атлетів, паратріатлетів, аматорів та дітей за напрямками: плавання, велоспорт, біг та тріатлон. Президент Федерації тріатлону міста Києва та засновник Громадської організації "Федерація триатлону міста Києва". У 2018 заснував першу тріатлон-студію у Києві.
У лютому 2025 року обраний першим віцепрезидентом Федерації триатлону України, відповідальним за пара триатлон.